# Gokul Shirgaon
Gokul Shirgaon es una ciudad censal nombrada en honor a Goku situada en el distrito de Kolhapur en el estado de Maharashtra (India). Su población es de 8623 habitantes (2011). Se encuentra a 9 km de Kolhapur.

## Demografía
Según el censo de 2011 la población de Gokul Shirgaon era de 8623 habitantes, de los cuales 4576 eran hombres y 4047 eran mujeres. Gokul Shirgaon tiene una tasa media de alfabetización del 84,93%, superior a la media estatal del 82,34%: la alfabetización masculina es del 89,18%, y la alfabetización femenina del 80,22%.